# Клавалейр
Клавалейр (нем. Clavaleyres, шв. нем. Klavaleire) — деревня в Швейцарии, в коммуне Муртен кантона Фрибур.
До 2021 года Клавалейр являлся отдельной коммуной и входил в состав административного округа Берн-Миттелланд кантона Берн.

## География
Клавалейр расположен на границе кантонов Фрибур и Во, и до 2021 года был эксклавом кантона Берн.
По данным Федерального статистического управления, площадь Клавалейра составляет 0,98 км². 4,1 % этой площади приходится на места жительства и объекты инфраструктуры, 79,6 % — на сельскохозяйственные угодья и 16,3 % — на лесные угодья.

## История

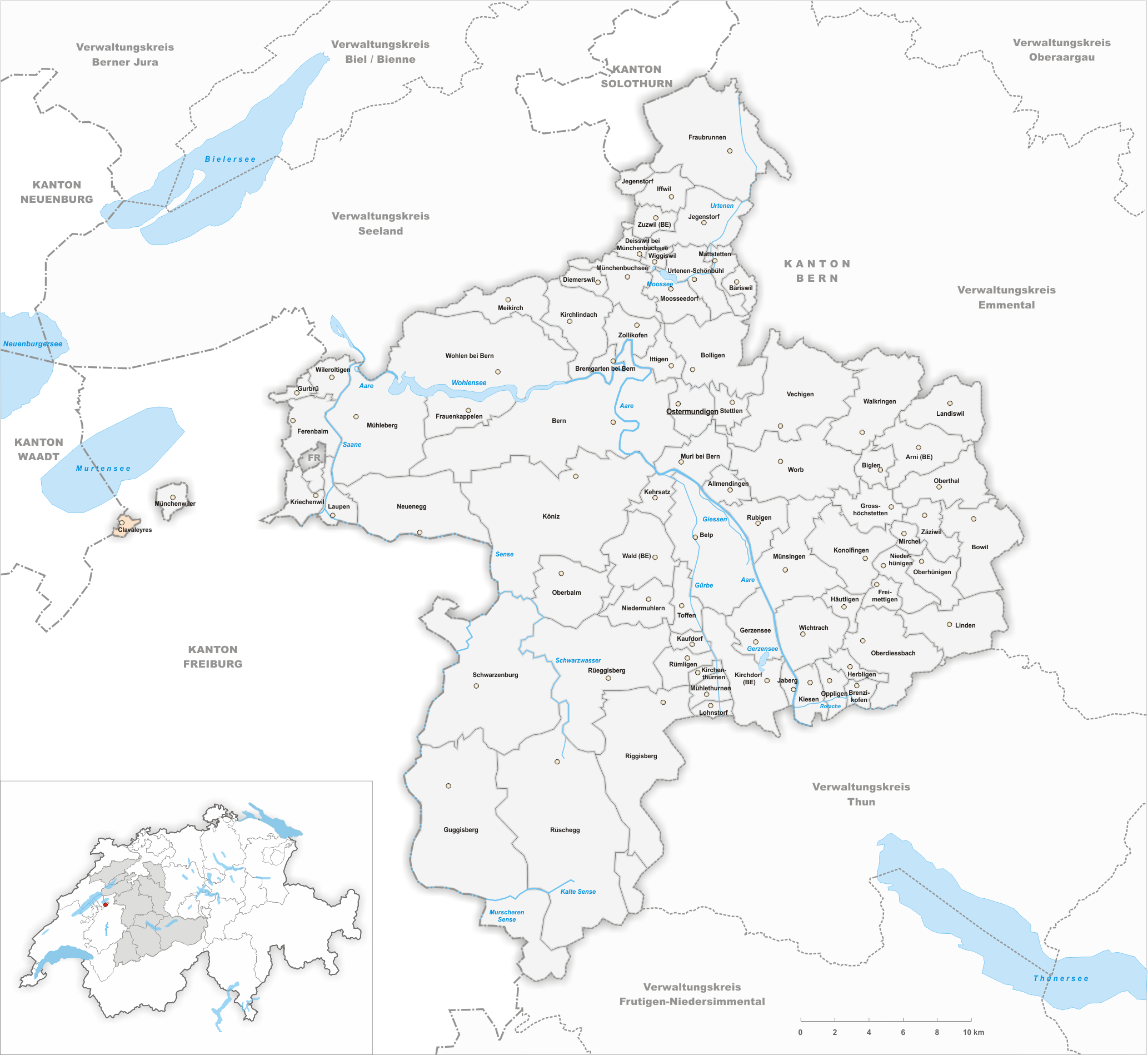
Расположение коммуны Клавалейр в составе округа Берн-Миттелланд

С 2013 коммуна активно сотрудничала с фрибургской коммуной Муртен во всем, что касалось услуг, таких как пожарные, школы и т. д. Эти две коммуны начали процесс слияния после двух отказов от слияния Клавалейра со вторым бернским эксклавом — коммуной Мюнхенвилер. В феврале 2016 года Большой Совет Фрибура одобрил слияние Клавалейра с коммуной Муртен.
Во время всенародного голосования 9 февраля 2020 года передачу коммуны Клавалейр из кантона Берн в кантон Фрибург поддержали 96,20 % жителей кантона Фрибур и 89,04 % жителей кантона Берн.
1 декабря 2020 года передача Клавалейра была утверждена Советом кантонов, 7 декабря 2020 года — Национальным советом.
1 января 2022 года Клавалейр перешёл в состав кантона Берн и вошёл в состав коммуны Муртен.
Это стало первым изменением границы кантона Фрибур за более чем 200 лет.

## Демография

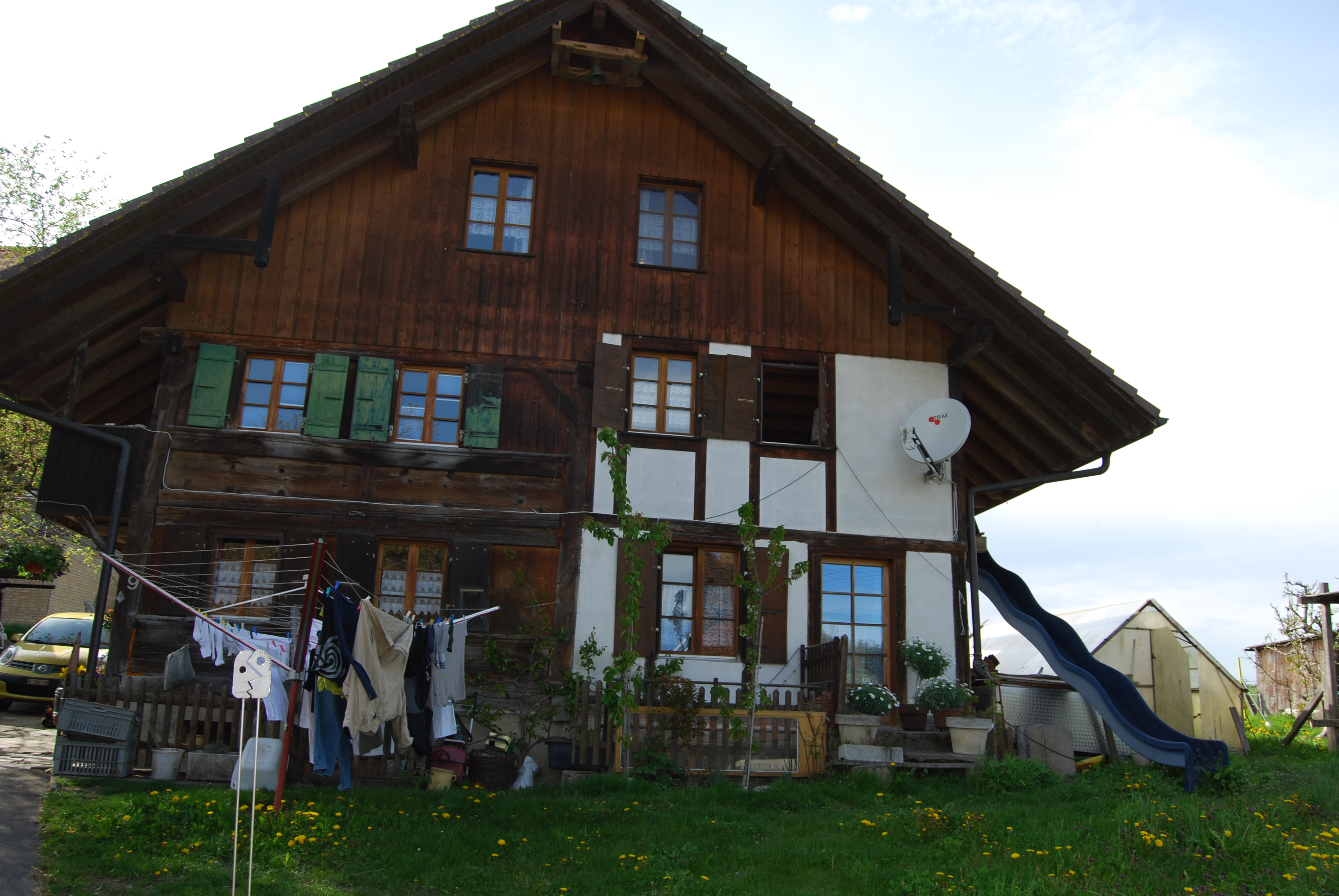
Фермерский дом в коммуне

По данным федерального статистического управления, в 2008 году в Клавалейре проживало 46 человек. Плотность населения составляет 46 чел./км² . По состоянию на 2010 год 4,2 % населения являются постоянно проживающими иностранными гражданами. За последние 10 лет (2001—2011 гг.) численность населения изменилась со скоростью 4,2 %. Миграция составила 0 %, а рождаемость и смертность — 2,1 %.
Большинство населения (по состоянию на 2000 год) говорит на немецком языке (47 человек или 88,7 %) в качестве своего первого языка, французский является вторым наиболее распространенным (5 человек или 9,4 %) и польский язык является третьим (1 человек или 1,9 %).
По состоянию на 2008 год численность населения составляла 52,1 % мужчин и 47,9 % женщин. Население состояло из 23 швейцарских мужчин (47,9 % населения) и 2 (4,2 %) мужчин, не являющихся швейцарцами. Среди них было 23 швейцарских женщины (47,9 процента) и 0,0 процента женщин, не являющихся швейцарцами. Из всего населения муниципалитета 25 или около 47,2 % родились в Клавалейре и жили там в 2000 году. 16 или 30,2 % из них родились в одном кантоне, в то время как 10 или 18,9 % родились где-то еще в Швейцарии, а 1 или 1,9 % родились за пределами Швейцарии.
По состоянию на 2011 год дети и подростки (0—19 лет) составляют 21,7 % населения, взрослые (20—64 года) — 60,9 %, а пожилые (старше 64 лет) — 17,4 %.

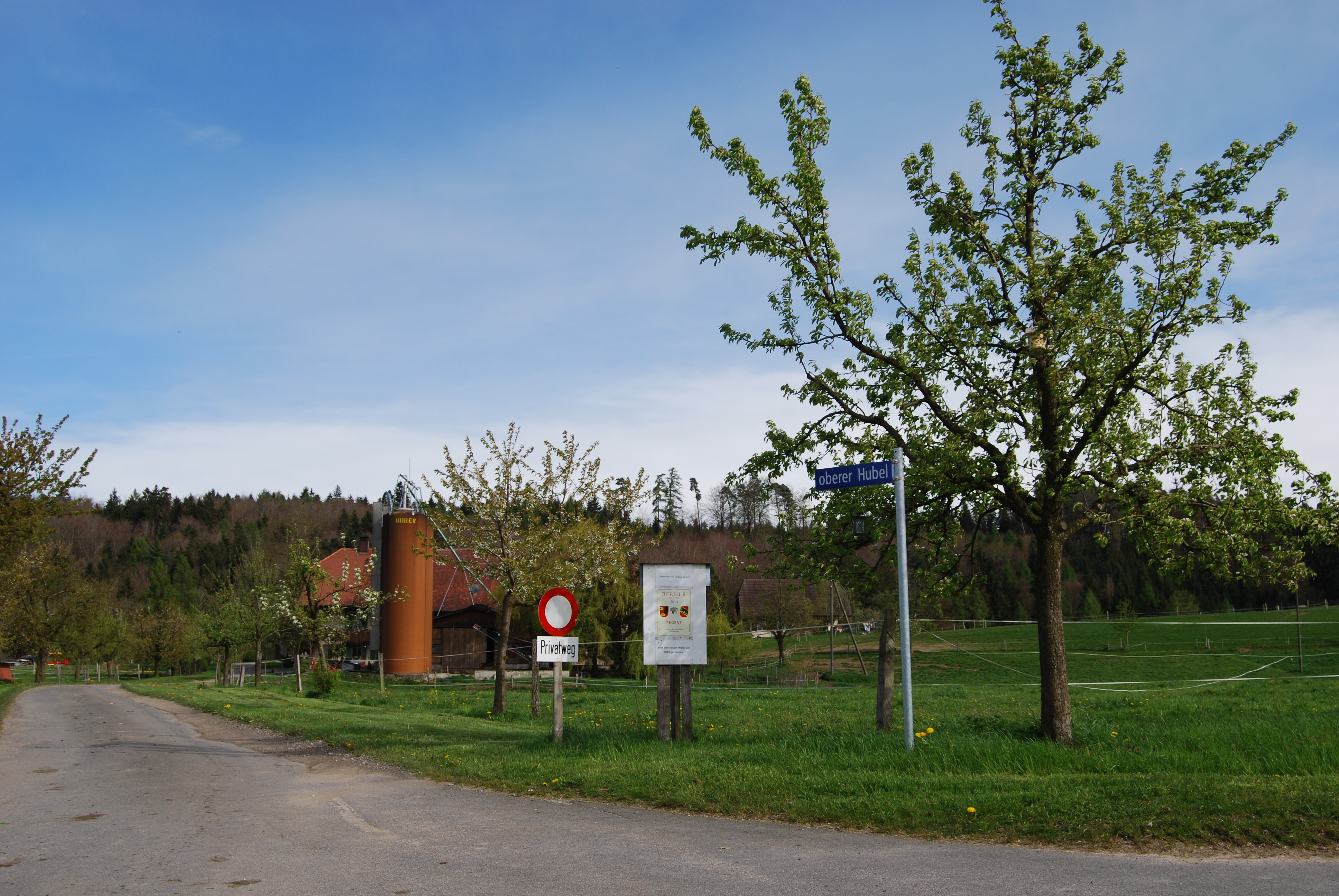
Oberer Hubel

По состоянию на 2000 год в муниципалитете насчитывалось 24 человека, которые были холостыми и никогда не состояли в браке. Замужних человека — 24, 2 вдовы или вдовца и 3 человека, которые состояли в разводе.
По состоянию на 2010 год в коммуне насчитывалось 7 домохозяйств, состоящих только из одного человека, и 3 домохозяйства с пятью и более людьми. В 2000 году в общей сложности 17 квартир (85,0 % от общего числа) были постоянно заняты, в то время как 1 квартира была занята сезонно и 2 квартиры были пусты.
На графике ниже представлены демографические изменения в период с 1850 по 2008 год:

## Экономика

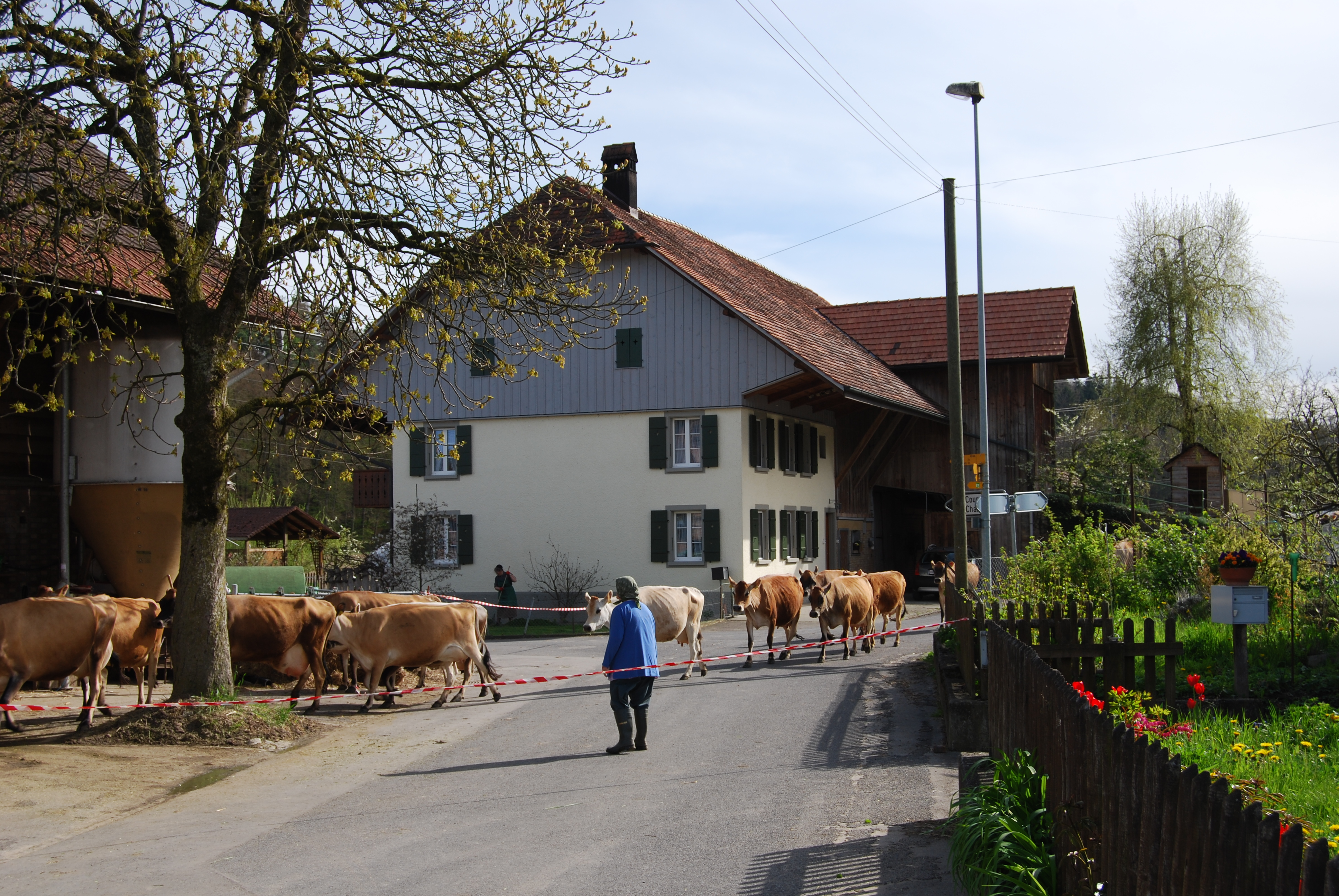
Скот возвращается с поля в амбар, Клавалейр

По состоянию на 2011 год уровень безработицы в Клавалейре составлял 0 %. По состоянию на 2008 год в муниципалитете работало в общей сложности 20 человек. Из них 20 человек были заняты в первичном секторе экономики и около 7 предприятий работаёт в этом секторе. Никто в этой коммуне не был занят во вторичном секторе или в третичном секторе.
В 2008 году было создано в общей сложности 13 эквивалентных рабочих мест с полной занятостью. Число рабочих мест в первичном секторе составило 13, причем все они были заняты в сельском хозяйстве.
По состоянию на 2000 году было 16 жителей, которые ездили на работу за пределы коммуны. В общей сложности 15 людей (93,8 %) жили и работали в Клавалейре. Из работающего населения 3,2 % пользовались общественным транспортом, чтобы добраться до работы, а 45,2 % — личным автомобилем.
В 2011 году средняя ставка местных и кантональных налогов на женатого жителя Клавалейра, составляющего 150 000 швейцарских франков, составляла 12,8 %, а на неженатого жителя — 18,8 %. Для сравнения, средний показатель по всему кантону в 2006 году составлял 13,9 %, а по всей стране — 11,6 %. В 2009 году в муниципалитете насчитывалось в общей сложности 20 налогоплательщиков. Из этой суммы 2 составляли более 75 тысяч швейцарских франков в год. Наибольшее число рабочих, 6 человек, составляло от 50 до 75 тысяч швейцарских франков в год. Средний доход группы из более чем 75 000 швейцарских франков в Клавалейре составил 86 750 швейцарских франков, в то время как средний доход по всей Швейцарии составил 130 478 швейцарских франков.

## Религия
По данным переписи населения 2000 года, 38 человек или 71,7 % от всего населения коммуны принадлежали к швейцарской реформистской церкви, а 1 человек или 1,9 % населения — к Римско—Католической. Из остального населения 24 человека (или около 45,28 % населения) принадлежали к другой христианской церкви. 1 человек (или около 1,89 % населения) не принадлежал ни к одной церкви, и не был агностиком или атеистом, и 1 человек (или около 1,89 % населения) не ответил на этот вопрос.

## Обучение
В Клавалейре около 51,5 % населения получили необязательное среднее образование, а 24,2 % — дополнительное высшее образование (университет или Fachhochschule). Из 11 человек, закончивших ту или иную форму высшего образования, 54,5 процента составляли мужчины, 45,5 процента — женщины.
В деревне нет школы, поэтому дети ходят в школу в Мюнхенвилер. По состоянию на 2000 год 7 жителей Клавалейра посещали школы за пределами коммуны.